# Bambusa boniopsis
Bambusa boniopsis är en gräsart som beskrevs av Mcclure. Bambusa boniopsis ingår i släktet Bambusa och familjen gräs. Inga underarter finns listade i Catalogue of Life.